# Náměšť na Hané
Náměšť na Hané é uma comuna checa localizada na região de Olomouc, distrito de Olomouc.